# Kiran Badloe
Kiran Badloe (Almere, 13 settembre 1994) è un velista olandese, vincitore della medaglia d'oro olimpica nella Classe RS:X a Tokyo 2021.

## Palmarès

### Giochi olimpici
- 1 medaglia:
  - 1 oro (RS:X a Tokyo 2021)

### Mondiali Windsurf
- 5 medaglie:
  - 3 ori (Torbole 2019, Sorrento 2020 e Cadice 2021)
  - 1 argento (Aarhus 2018)
  - 1 bronzo (Eliat 2016)

### Europei
- 3 medaglie:
  - 2 ori (RS:X a Palma di Maiorca 2019 e Vilamoura 2021)
  - 1 bronzo (RS:X a Vilamoura 2020)

### Europei di IQFoil
- 2 medaglie:
  - 1 oro (Patras 2023)
  - 1 bronzo (Silvapiana 2020)